# بثينة فخرو
بثينة فخرو (ولدت في المحرق، البحرين) فنانة تشكيلية بحرينية.

## النشأة والتعليم
نشأت في المحرق شمال شرق البحرين وعلقت عيناها في طفولتها بالزجاج المعشق الذي كان يزين أعالي النوافذ في بيت جدها الكبير يوسف بن عبد الرحمن آل فخروه.
حصلت على بكالوريوس علم النفس من لبنان. ثم نالت درجة الدبلوما الوطنية العليا في الزجاج المعشق من نورث ويلز بالمملكة المتحدة العام 1995. وواصلت دراستها الأكاديمية في طباعة جرافيك بجامعة أنجليا بولتكنيك - كيمبردج.

## المسيرة الفنية
فنانة تعمل في خامات متعددة من بينها التصوير على الزجاج والزيت وطباعة الجرافيك والشاشة الحريرية والتصوير الفوتوغرافي. أخذتها دراستها للزجاج إلى عوالم فنية واسعة.
أقامت معرضها المنفرد الأول في العاصمة البريطانية لندن. أقامت معارض أخرى في البحرين وإنجلترا واسكتلندا والكويت وعُمان وقطر وباريس والرياض في سبعة معارض منفردة واثني عشر معرضا مشتركا في الفترة ما بين 1995 و2003.
تفاعلت وعملية إعادة بناء بيت الأديب والصحافي عبد الله الزايد وشغفت بنحو خاص بنوافذ البيت فكان معرضها «الزايد: نوافذه... نوافذنا» والذي اشتمل على أبحاثها في خامات فنية متعددة.
عضوة في جمعيات: فايف ومن بلس (المملكة المتحدة) وجمعية الفنون في البحرين وجمعية البحرين بالمملكة المتحدة ونادي كيمبردج للتصوير بالمملكة المتحدة.
اقتنيت أعمالها ضمن مجموعات خاصة في البحرين وقطر والمملكة المتحدة.
في 31 مارس 2004 افتتحت رئيسة المجلس الأعلى للمرأة سبيكة بنت إبراهيم آل خليفة معرضها في بيت عبد الله الزايد لتراث البحرين الصحافي بالمحرق.
تولت رئاسة قسم الفن في صحيفة الوقت.
ساهمت في تصوير كتاب «56 امرأة» بتكليف من المجلس الأعلى للمرأة في 2006.
تدير مشغل فني في مركز الحرف في العاصمة المنامة.
شاركت في تأليف كتاب «خمس نساء فنانات» في المملكة المتحدة بتمويل من اليانصيب الوطني.

## المسيرة السياسية
شاركت فخرو في ثورة ظفار من خلال انتمائها إلى الجبهة الشعبية لتحرير الخليج العربي المحتل اليسارية.

## الجوائز والتكريمات
- الجائزة الثانية لجمعية التصوير (2005).
- جائزة المحافظة الوسطى بمناسبة اليوم العالمي لحرية الصحافة (2006).

## الحياة الشخصية
متزوجة ولديها محمد وعمر.